# Trialeurodes madroni
Trialeurodes madroni là một loài côn trùng cánh nửa trong họ Aleyrodidae, phân họ Aleyrodinae.
Trialeurodes madroni được Bemis miêu tả khoa học đầu tiên năm 1904.